# Holumnica
Holumnica (allemand : Hollomitz ) est un village de Slovaquie situé dans la région de Prešov.

## Histoire
Première mention écrite du village en 1293.

## Démographie

### Évolution de la population
| Année:               | 1994. | 2004.    | 2014.   | 2024.   |
| -------------------- | ----- | -------- | ------- | ------- |
| Nombre de personnes: | 727   | 812      | 874     | 930     |
| Différence:          |       | +11,69 % | +7,63 % | +6,40 % |

| Année:               | 2023. | 2024.   |
| -------------------- | ----- | ------- |
| Nombre de personnes: | 935   | 930     |
| Différence:          |       | -0,53 % |